# Julie-Victoire Daubié
Julie-Victoire Daubié, född 26 mars 1824 i Bains-les-Bains, död 26 augusti 1874 i Fontenoy-le-Château, var en fransk journalist. Hon var den första franska kvinna som avlade studentexamen (baccalauréat), i Lyon 1861.